# Eritrodermia
L'eritrodermia, composto dalle parole greche eritro (in greco ἐρυϑρός che significa "rosso") e derma (in greco δέρμα  che significa "pelle") e chiamata anche dermatite esfoliativa, è una tipologia particolare di eritema cutaneo, che si presenta sintomatologicamente con un arrossamento di tutta la cute corporea accompagnato da processi di desquamazione dell'epiderma.

## Descrizione
Sintomatologicamente, chi viene colpito accusa una sensazione di freddo su tutta l'area corporea interessata, accompagnata generalmente da prurito. Dal punto di vista istologico, si ha una congestione vascolare, con infiltrazioni papillari, edemi ed esfogliazione cornea. La cause che portano tale patologia sono poco note, tra le ipotesi avvalorate si ha come causa discrasie sanguigne come la leucemia, infettive come la sifilide o la tubercolosi e intossicazioni endogene ed esogene come per esempio d'arsenico.
La terapia adottata va a colpire principalmente l'elemento scatenante e prevede l'applicazione locale di palliativi come pomate grasse, impacchi d'olio o polveri inerti.
L'eritrodermia si suddivide in quattro categorie:
- Eritrodermie primitive, acute e croniche.
- Dermatosi eritrodermiche.
- Eritrodermie secondarie, benigne e maligne.
- Eritrodermie congenite.